# Mariaplan

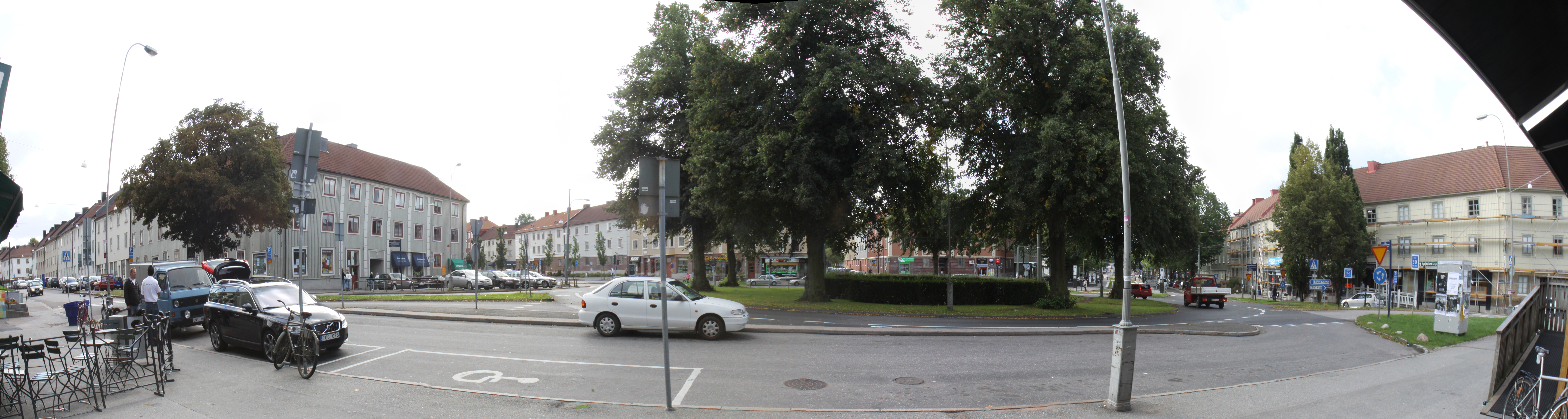
Panorama över Mariaplan sett från öster, med Slottskogsgatan passerande i förgrunden längs östra sidan av rondellen.

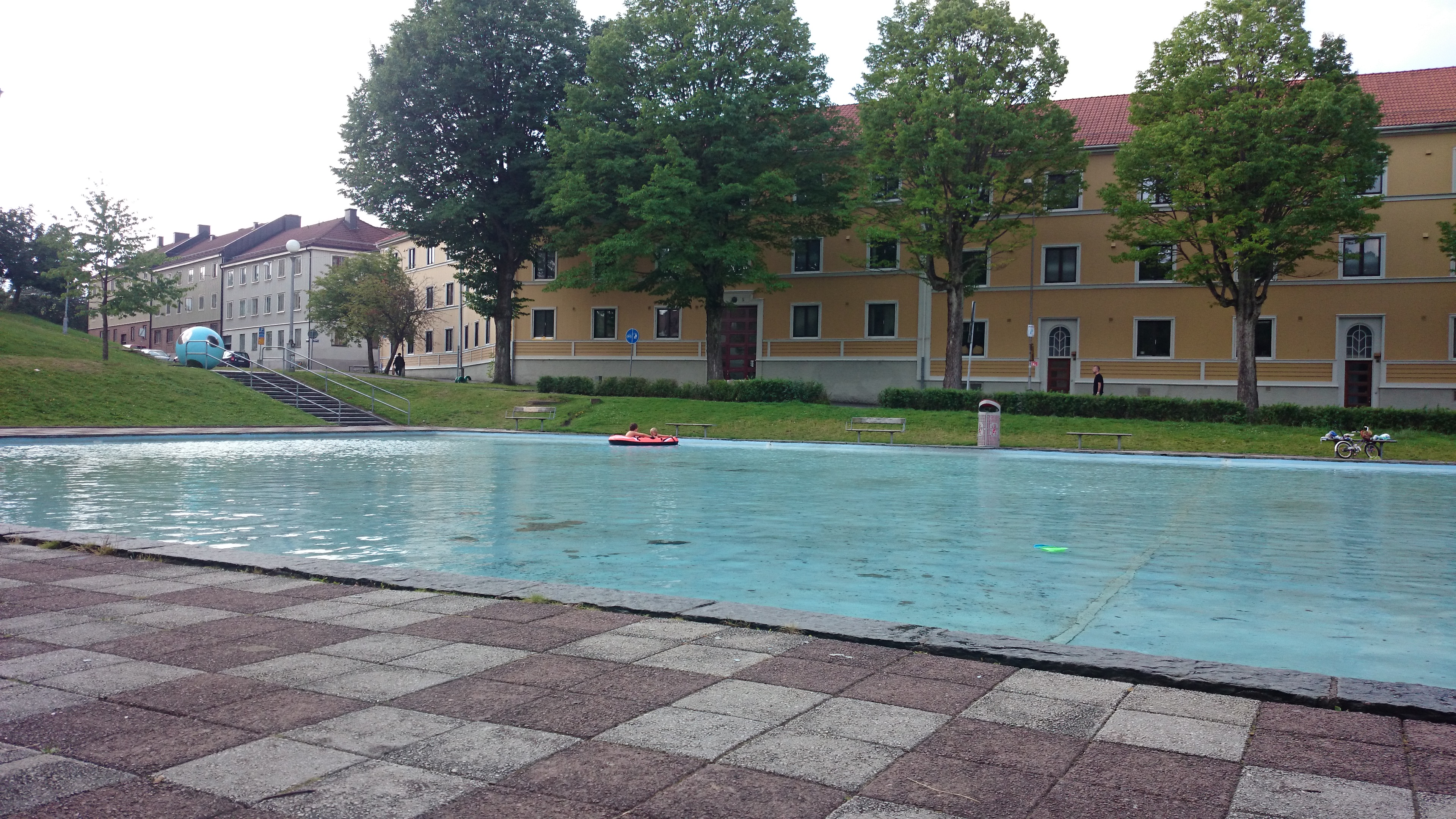
Plaskdammen vid närliggande Älvsborgsplan.

Mariaplan är ett mindre torg i Kungsladugård i Göteborg. Platsen domineras av en rondell som utgör navet för flera stora gator i stadsdelen. Den breda Slottsskogsgatan, som följer kanten av Gråberget i öster, passerar Mariaplan och utgör den nordliga och sydöstra gatan, i en smal vinkel mot Slottsskogsgatan utgår den breda trädkantade Kungsladugårdsgatan åt söder, åt väster utgår den breda trädkantade Mariagatan, i kvarteret mellan Kungsladugårdsgatan och Mariagatan ansluter den smala Wärnsköldsgatan. 
Torget namngavs Mariaplan 1918 eftersom det utgör Mariagatans avslutning. Namnberedningen hade först föreslagit namnet Ladugårdstorg efter Älvsborgs Kungsladugård. Anledningen till namnet Mariagatan (namngiven år 1895) är okänt.
Området kring Mariaplan planerades av förste stadsingenjör Albert Lilienberg.
I stadsdelen Kungsladugård finns den största homogena landshövdingehusbebyggelsen och stadsplanen ligger dels under riksintresse, samt i bevarandeprogrammet. Ett kulturmiljöprogram för stadsdelens bebyggelse och särdrag togs fram och ligger idag till grund för stadsdelens kvaliteter och framtida bevarande/utvecklande. Husen i stadsdelen är uppförda mellan 1916 och 1938, Mariaplan  tillkom under den senare hälften. På Mariaplans östra sida låg förr biografen Röda sten. Mariaplan har ett stort utbud av affärer och restauranger. 

## Mariaplan spårvagnshållplats
Förbi Mariaplan går 3:ans och 11:ans spårvagnslinjer. I närheten ligger Älvsborgsplan där Kungsladugårdsskolan, en utomhusbassäng/plaskdamm finns och där även 9:ans spårvagnslinje går. 

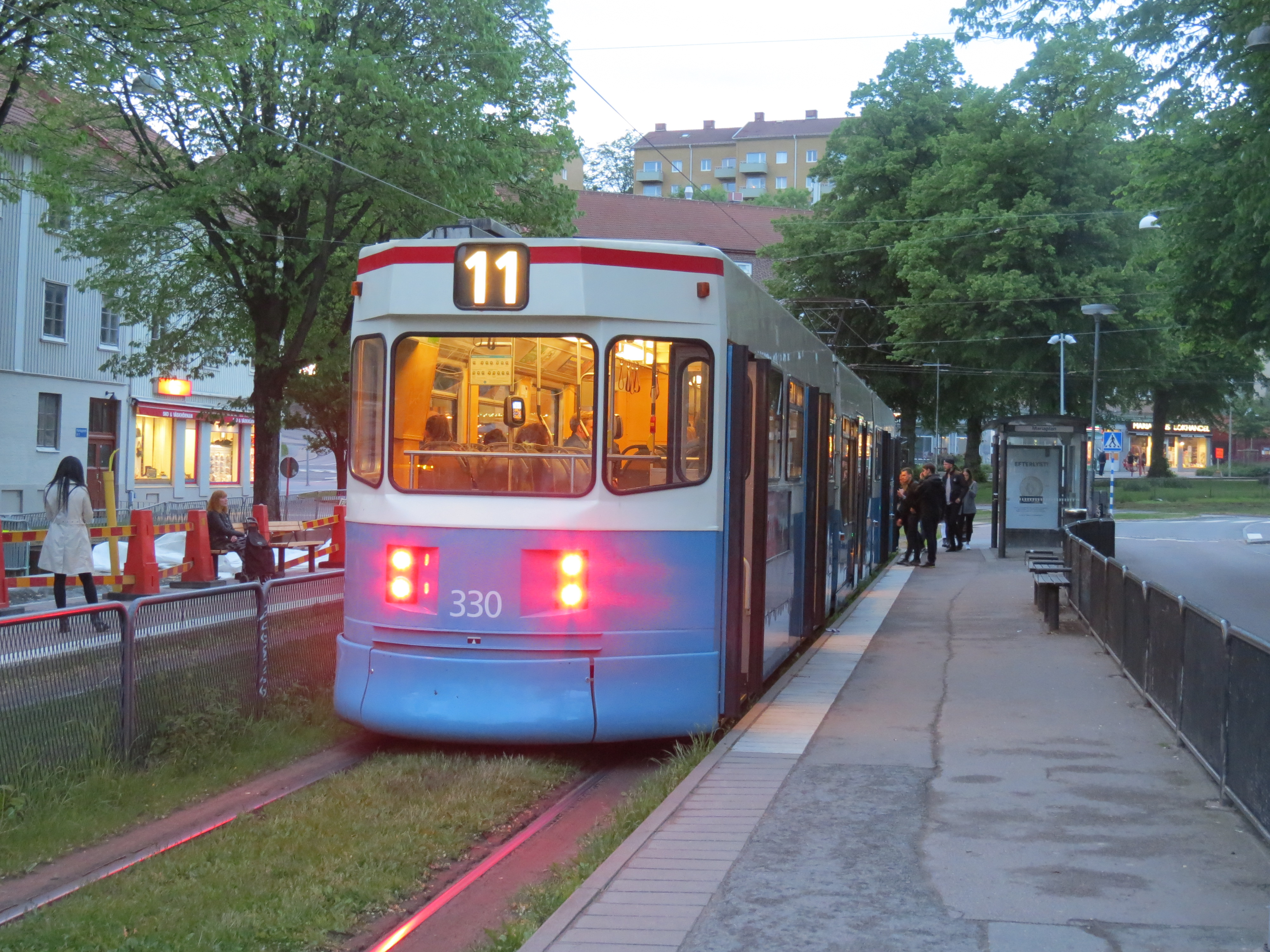
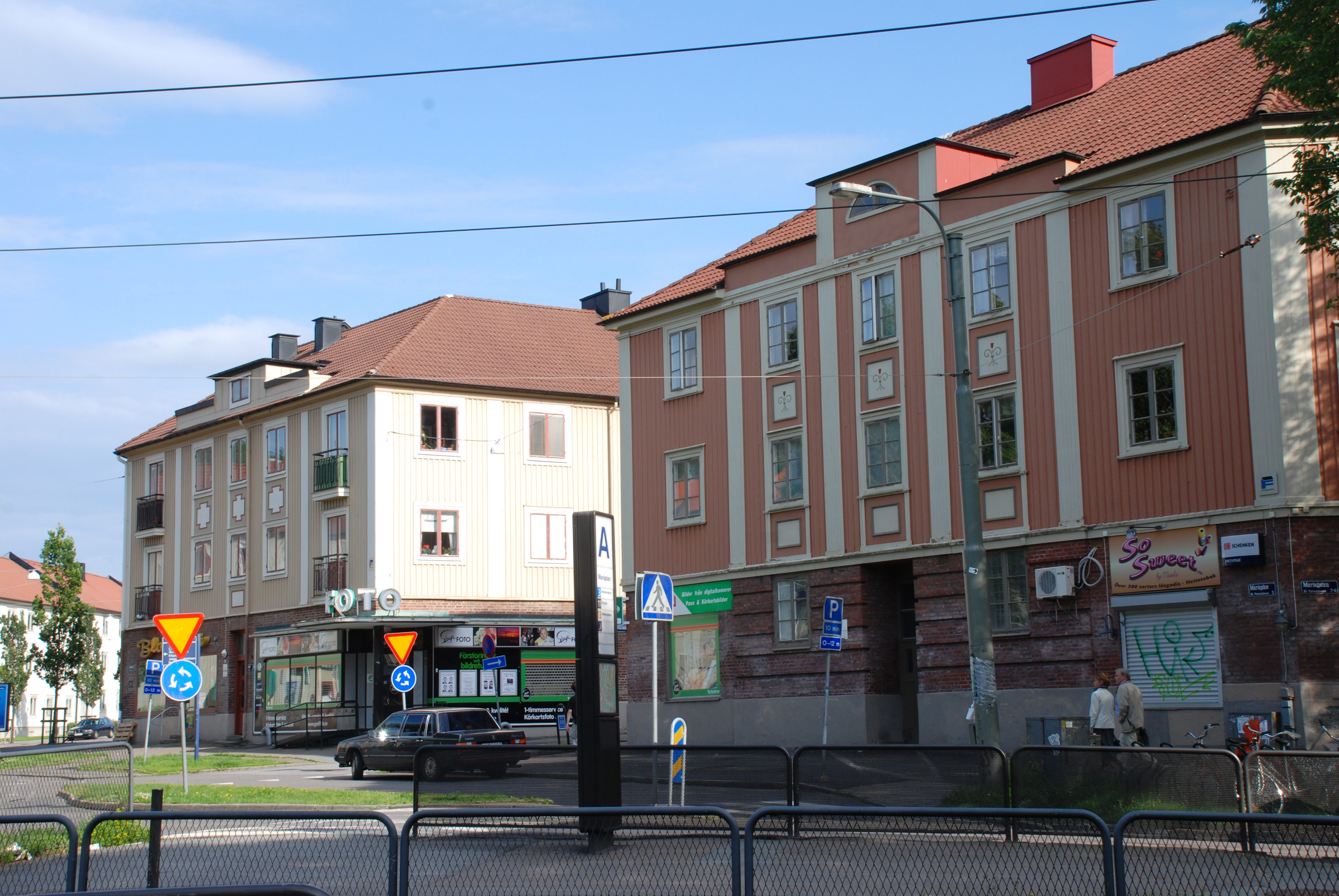
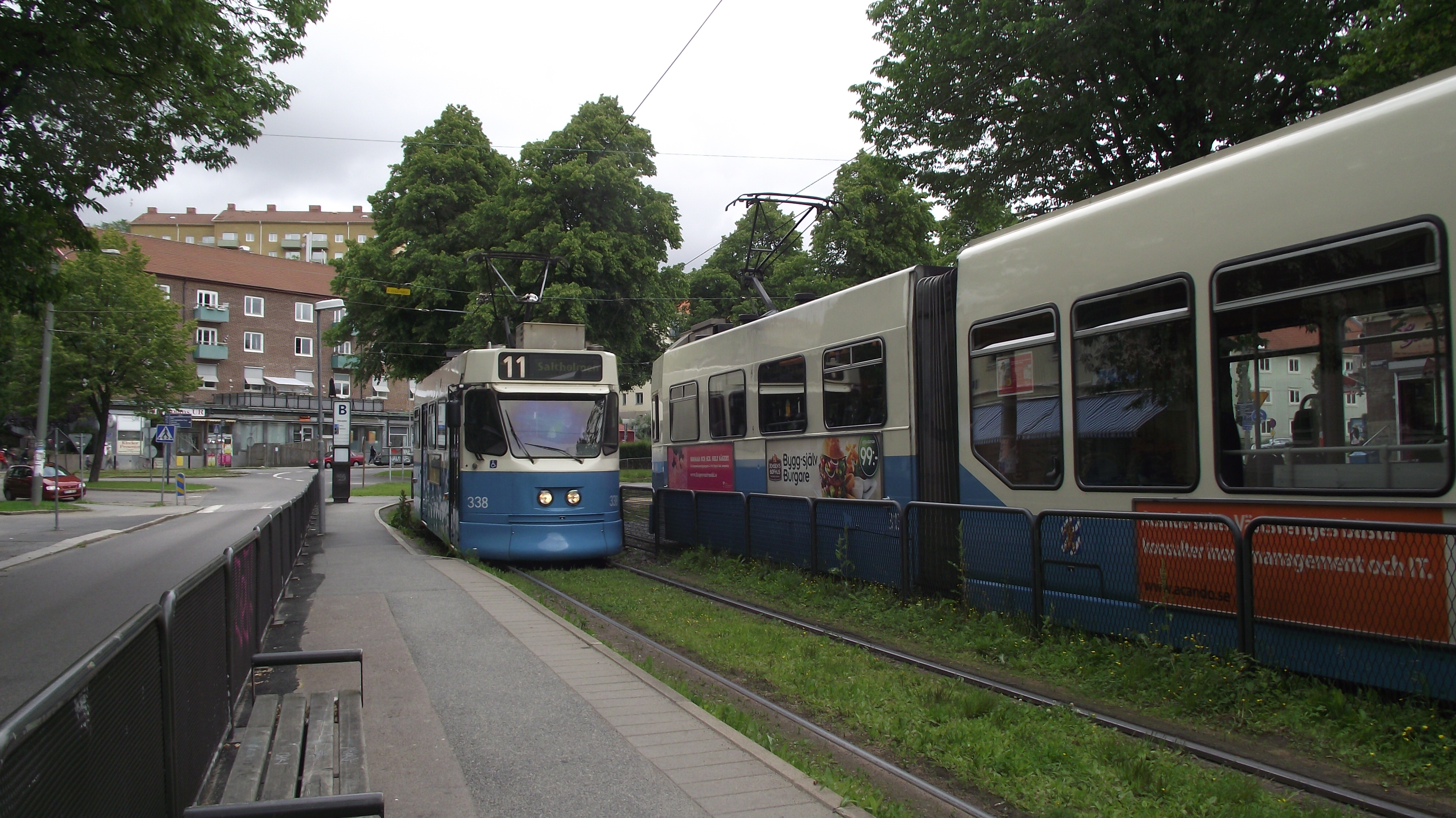

## Andra Mariaplan
- I Gustavsberg (Värmdö kommun) finns en plats som heter Mariaplan.

## Musik om Mariaplan
- Konstprojektet Det mekaniska undret har gjort en musikalisk skildring av resan med 11:ans spårvagn och har en låt som heter Mariaplan med Svartbjörn. Låten valdes med bland Göteborgs-Postens 130 bästa låtar år 2011.
- Artisten Mitt Nästa Liv har gjort en låt som heter och handlar om Mariaplan.
- Vissångaren Clas Kristiansson har även skrivit en visa vid namn "Sommar på Mariaplan".
- Mariaplan.com grundades 2010 av rapparen V (Victor Hollender) för att sprida hip hop från Göteborg med hjärtat av Majorna som bas.